# Campionatul Mondial de Semimaraton din 1995
A patra ediție a Campionatului Mondial de Semimaraton s-a desfășurat pe 1 octombrie 1995 între Montbéliard și Belfort, Franța. Au participat 243 de sportivi din 54 de țări.

## Rezultate

### Masculin
| Loc | Sportiv            | Timp    |
| --- | ------------------ | ------- |
| 1   | Moses Tanui        | 1:01:45 |
| 2   | Paul Yego          | 1:01:46 |
| 3   | Charles Tangus     | 1:01:50 |
| 4   | Antonio Serrano    | 1:01:56 |
| 5   | Josiah Thugwane    | 1:02:28 |
| 6   | Delmir dos Santos  | 1:02:32 |
| 7   | Herder Vázquez     | 1:02:32 |
| 8   | Nobuyuki Sato      | 1:02:36 |
| 9   | Yoshifumi Miyamoto | 1:02:38 |
| 10  | Joaquim Pinheiro   | 1:02:40 |

| Loc | Țară                                                                | Timp                            |
| --- | ------------------------------------------------------------------- | ------------------------------- |
|     | Kenya Moses Tanui (1) Paul Yego (2) Charles Tangus (3)              | 3:05:21 1:01:45 1:01:46 1:01:50 |
|     | Spania Antonio Serrano (4) Bartolomé Serrano (11) Pablo Sierra (19) | 3:07:51 1:01:56 1:02:41 1:03:14 |
|     | Italia Vincenzo Modica (12) Danilo Goffi (13) Giacomo Leone (14)    | 3:08:31 1:02:48 1:02:49 1:02:54 |

### Feminin
| Loc   | Sportivă          | Timp    |
| ----- | ----------------- | ------- |
| 1     | Valentina Egorova | 1:09:58 |
| 2     | Cristina Pomacu   | 1:10:22 |
| 3     | Anuța Cătună      | 1:10:28 |
| 4     | Colleen de Reuck  | 1:10:34 |
| 5     | Alla Jileaeva     | 1:10:39 |
| 6     | Elena Fidatov     | 1:10:39 |
| 7     | Ana Isabel Alonso | 1:10:43 |
| 8     | Zahia Dahmani     | 1:11:28 |
| 9     | Maura Viceconte   | 1:11:32 |
| 10    | Rocío Ríos        | 1:11:42 |
| [...] |                   |         |
| 11    | Aurica Buia       | 1:11:44 |
| –     | Iulia Negură      | NT      |

| Loc | Țară                                                                 | Timp                            |
| --- | -------------------------------------------------------------------- | ------------------------------- |
|     | România · Cristina Pomacu (2) · Anuța Cătună (3) · Elena Fidatov (6) | 3:31:29 1:10:22 1:10:28 1:10:39 |
|     | Rusia Valentina Egorova (1) Alla Jileaeva (5) Firaia Sultanova (17)  | 3:33:12 1:09:58 1:10:39 1:12:35 |
|     | Spania Ana Isabel Alonso (7) Rocío Ríos (10) Carmen Fuentes (15)     | 3:34:26 1:10:43 1:11:42 1:12:01 |

## Clasament pe medalii
| Loc   | Țară    | Aur | Argint | Bronz | Total |
| ----- | ------- | --- | ------ | ----- | ----- |
| 1     | Kenya   | 2   | 1      | 1     | 4     |
| 2     | România | 1   | 1      | 1     | 3     |
| 3     | Rusia   | 1   | 1      | 0     | 2     |
| 4     | Spania  | 0   | 1      | 1     | 2     |
| 5     | Italia  | 0   | 0      | 1     | 1     |
| Total | Total   | 4   | 4      | 4     | 12    |